# تانتوم
تانتوم (به لاتین: Tantum) یک روستا در دماغه سبز است.